# Konstitutionspsychologie
Die Konstitutionspsychologie befasst sich mit der Ableitung psychischer Eigenschaften oder Charakterzügen von Menschen aus deren äußerer Erscheinung oder Konstitution.
Dabei werden in der Regel Prototypen bestimmter Konstitutionen aufgestellt. Einzelne Menschen werden entsprechend ihren vorherrschenden äußeren Merkmalen dann diesen zugeordnet.

## Die antike Temperamentenlehre
Bereits in der Antike befasste sich der griechische Philosoph Aristoteles mit der Ableitung des Charakters eines Menschen aus dessen körperlichen Merkmalen. Seine Typologie findet sich in vielen seiner Schriften, z. B. in De generatione et corruptione, in der Nikomachischen Ethik (1150–1154) und der Eudemischen Ethik. Sie wurde später von dem römischen Arzt Galenos aufgegriffen, der diese Typologie mit der Humoralpathologie verknüpfte. Er führte darin bestimmte psychische Eigenschaften auf vier Körpersäfte zurück und leitete folgende vier Grundtypen des menschlichen Charakters ab, die Temperamente genannt werden:
- Sanguiniker (Blut): Das Temperament einer Person, deren vorherrschender Körpersaft Blut ist, lässt sich als kraftvoll, energiereich, schwungvoll und aktiv beschreiben. Sanguiniker sind relativ heitere Menschen, nicht besonders nachtragend und eher optimistisch.
- Phlegmatiker (Schleim): Der Phlegmatiker ist vor allem durch Trägheit, Inaktivität und wenig Tatenkraft charakterisiert. Er verharrt oft bei bestimmten Dingen, kann aus eigenem Antrieb nur wenig in Angriff nehmen und ist wenig flexibel. Zwar ist er im Gegensatz zum Melancholiker emotional stabiler, zieht sich aber oft zurück.
- Melancholiker (schwarze Galle): Das Gemüt eines Melancholikers ist eher pessimistisch ausgerichtet. Melancholiker machen sich sehr viele Sorgen, denken eher negativ, schätzen sich selbst eher negativ ein. Emotional gelten Melancholiker als instabil und introvertiert. Sein Temperament ist häufig eher resignierend und wenig hoffnungsvoll.
- Choleriker (gelbe Galle): Der Choleriker neigt zu übertriebenen Reaktionen. Sein Temperament ist eher extrovertiert, aber von häufigen Wut- und Gefühlsausbrüchen geprägt. Er ist meist leicht reizbar und schwierig zu befriedigen.

Hans Jürgen Eysenck, welcher Mitte des zwanzigsten Jahrhunderts mit Hilfe der Faktorenanalyse mit Introversion und Extraversion und Neurotizismus zwei wesentliche Dimensionen, auf denen sich das menschliche Temperament beschreiben lässt, identifizierte, ordnet die vier Grundtypen folgendermaßen in seine zwei Dimensionen (Introversion versus Extraversion und emotionale Stabilität versus Instabilität):
Der Sanguiniker ist extravertiert und emotional stabil. Der Choleriker ist extravertiert und emotional instabil. Der Melancholiker ist introvertiert und emotional instabil. Der Phlegmatiker ist introvertiert und emotional stabil.

## Kretschmers Konstitutionstypologie
Im ersten Viertel des zwanzigsten Jahrhunderts entwickelte der deutsche Psychiater Ernst Kretschmer aufbauend auf Beobachtungen und Untersuchungen von Patienten drei wesentliche Charaktertypen des Menschen. Er versuchte mit dieser Konstitutionstypologie, einen Zusammenhang zwischen dem Körperbau und den jeweiligen Charaktertypen herzustellen. Für jeden dieser Typen beschrieb er typische Eigenschaften und unterschied dabei jeweils drei Stufen der Merkmalsausprägung: die erste Stufe beschreibt die psychischen Eigenschaften bei gesunden Menschen, die zweite eine Übergangsform zwischen gesunden und psychisch Kranken und die dritte Stufe die psychisch erkrankte Person. Kretschmer wurde für diese Unterteilung 1929 für den Nobelpreis für Physiologie oder Medizin nominiert.

### Grundtypen
Die drei Haupttypen und die Bezeichnung der drei nacheinander von gesund bis krank aufgeführten Temperamentsbezeichnung sind folgende:
| Konstitutionstyp      | Normal        | Übermäßig  | Krankhaft         |
| --------------------- | ------------- | ---------- | ----------------- |
| Leptosom / Astheniker | schizothym    | schizoid   | schizophren       |
| Pykniker              | zyklothym     | zykloid    | manisch-depressiv |
| Athletiker            | barykinetisch | epileptoid | epileptisch       |

Daneben gibt es noch Dysplastiker, die durch unförmig beziehungsweise ungewöhnlich geformte Körperteile oder Proportionen gekennzeichnet sind. Außerdem noch Mischtypen, die sich nicht einem der Typen zuordnen lassen.

### Charakterisierung der Typen
Der Leptosome ist im Körperbau hager, sehnig, hat relativ dünne Gliedmaßen, einen eher kleinen Kopf, einen flachen Bauch und eine flache Brust. Er wirkt eher knochig, setzt wenig Körperfett an, ist eher drahtig.
Der gesunde Leptosome ist schizothym, er neigt eher zu abstraktem Denken, befasst sich mit Details, denkt viel nach – ist eher ein „Kopfmensch“. Der kranke Leptosome ist schizophren, weist zum Beispiel Wahnvorstellungen, Depersonalisierungserscheinungen, unangebrachten Affekt oder bizarre Vorstellungs- und Bewegungsmuster auf.
Der Pykniker ist rundlich gebaut. Er ist meist mit einem deutlichen Bauch und rundlichem Gesicht ausgestattet, hat eher dünne Gliedmaßen und setzt stärker Fett an. Ein typisches Beispiel wäre Winston Churchill.
Der gesunde Pykniker ist zyklothym. Generell gilt er als eher gemütlich, gesellig und erträglich. Er isst gern und lässt den Dingen ihren Lauf. Allerdings schwanken seine Stimmungen auch, er ist anfällig für Stimmungstrübungen. Der psychisch kranke Pykniker ist manisch-depressiv, bei ihm wechseln sich Phasen extremer Energie und überstürzter Aktivität mit Phasen starker Depressionen und Niedergeschlagenheit ab.
Der Athletiker ist geprägt durch einen kräftigen, muskelbetonten und leicht untersetzten Körperbau. Er ist sportlich und hat eine gute körperliche Ausdauer.
Der gesunde Athletiker ist barykinetisch. Sein Temperament ist eher anhänglich (er soll den Hang zum „Klebenbleiben“ haben), wenig innovativ, aber stark und durchsetzungsfähig. Er ist leicht zu überrumpeln und durchdenkt Dinge weniger intensiv als beispielsweise ein Leptosomer. Der psychisch erkrankte Athletiker ist epileptisch, das heißt, er neigt zu Krämpfen, zu Phasen vollkommener Starrheit oder Abwesenheit.

### Kritik
Kretschmers Arbeit wurde gelegentlich als methodisch unzureichend kritisiert. Er stützt seine Typeneinteilung auf eine Untersuchung von mehreren hundert Probanden, welche er von Beurteilern den Körpertypen zuordnen ließ und deren Eigenschaften er mit Fragebögen erfasste beziehungsweise aus deren Verhalten schloss. Somit identifizierte er seine Eigenschaftsformen und berechnete die Korrelation zwischen den Typen und diesen.
Zum einen beruhen seine Ergebnisse jedoch nur auf relativ kleinen Stichproben. Zum anderen ging er in den meisten Fällen vom psychisch erkrankten Menschen aus (er stellte zum Beispiel bei Epileptikern vor allem athletische Merkmale fest und schloss daher auf die Eigenschaften von psychisch gesunden Athletikern). Zudem ist beispielsweise die Korrelation zwischen dem dysplastischen Typ und Epilepsie höher als bei Athletikern.

## Sheldons Typologie
Wesentlich beeinflusst durch die Typologie von Kretschmer entwickelte William Sheldon Ende der ersten Hälfte des zwanzigsten Jahrhunderts seine Theorie. Auch er unterschied drei Haupttypen, die sich anhand ihrer körperlichen Konstitution identifizieren lassen. Diese entsprechen im Wesentlichen den drei Haupttypen von Kretschmer. Sheldon geht jedoch empirisch fundierter vor als Kretschmer: Er untersucht größere Anzahlen von psychisch gesunden Probanden und entwickelt ein System zur Beschreibung von Menschen, welche nicht nur starr in drei Kategorien unterteilt.

### Typen und Charakterzüge
- Endomorph – Viscerotonie Endomorphe Menschen entsprechen im Wesentlichen dem pyknischen Typ. Bei ihnen steht der Verdauungstrakt im Mittelpunkt (daher die Bezeichnung visceroton). Sie essen gern, sind gemütlich und gesellig. Sie sind eher „Bauchmenschen“, entscheiden also eher intuitiv.
- Ektoderm – Zerebrotonie Diese Charakterausprägung entspricht grob dem leptosomen Typ. Bei ihnen stehen eher geistige Prozesse im Vordergrund (daher die Bezeichnung). Sie sind weniger gesellig, ziehen das Alleinsein vor und beschäftigen sich gedanklich intensiv mit Dingen. Sie sind eher „Kopfmenschen“, gehen also rational bei ihren Entscheidungen vor.
- Mesomorph – Somatotonie Bei diesem Charakterbild stehen körperliche Dinge im Mittelpunkt. Somatotone entsprechen in etwa dem Athletiker – sie sind häufig sportlich, legen Wert auf ihre äußere Erscheinung und sind besonders in fordernden körperlichen, weniger in geistigen Bereichen, aktiv.

### Klassifikationssystem
Sheldon entwickelte ein System, um Menschen genauer zu beschreiben, als diese nur grob in eine von drei Kategorien zuzuordnen. Dieses System sollte Praktikern helfen, Menschen hinsichtlich ihrer Charaktere möglichst genau anhand ihres Körperbildes zu erfassen.
Dazu teilte Sheldon den menschlichen Körper in sieben Bereiche (Kopfregion, Brustkorb, Gliedmaßen etc.). Für jeden dieser Bereiche gab er eine typische Körperbeschreibung für jeden der drei Typen vor. Der Untersucher sollte dann für jeden Typen auf einer siebenstufigen Skala einschätzen, wie sehr diese Körperregion dem jeweiligen Körpertyp entsprach. Für jeden der drei Typen hatte man also letztendlich sieben Einschätzung – eine pro Körperregion.
Anschließend bildete man den Mittelwert über alle sieben Körperregionen für jeden Typ. Jeder Körpertyp wies nun eine Zahl zwischen 1 und 7 auf, wobei eins keine und sieben eine sehr starke Ähnlichkeit mit dem Typ bedeutete.
Den Körperbau eines Menschen konnte man also zum Beispiel wie folgt beschreiben:
{\displaystyle V_{3}Z_{1}S_{5}\ \!},
V, Z und S stehen dabei jeweils für die drei Typen, die tiefergestellte Zahl gibt die Ausprägung an.
{\displaystyle V_{1}Z_{7}S_{1}\ \!}
entspräche einem „perfekten“ Zerebrotonen.